# Joe Porcaro
Joseph Porcaro (* 29. April 1930; † 6. Juli 2020) war ein US-amerikanischer Jazz- und Studiomusiker (Schlagzeug, Perkussion), der sich auch als Schlagzeuglehrer betätigte.

## Leben und Wirken
Porcaro kam 1958 in das Tommy Dorsey Orchestra (Ghost Band), in dem er Ted Sommer ersetzte. Er war an Alben der Band wie Dance to the Songs (mit Warren Covington) und Tricky Trombones (1958) beteiligt. Danach arbeitete er mit Bobby Hackett (Blues with a Kick, 1958) und Mike Mainieri (Blues on the Other Side, 1962), um sich in den folgenden Jahren auf die Arbeit als Studiomusiker in Los Angeles zu konzentrieren. Er hat im Laufe seiner Karriere live und/oder im Studio u. a. mit Musikern wie Stan Getz, Gerry Mulligan, Freddie Hubbard, Don Ellis, Frank Sinatra, Sarah Vaughan, Natalie Cole, The Monkees, Gladys Knight, Tom Waits, Miles Davis, Mel Tormé und Madonna gearbeitet.
Seine Söhne Jeff, Mike und Steve sind bzw. waren (Jeff Porcaro starb 1992 und Mike 2015) ebenfalls erfolgreiche Musiker und wurden vor allem durch die Band Toto bekannt.
Auch im hohen Alter war Porcaro noch musikalisch aktiv. So führte ihn z. B. die Los Angeles Music Academy  in ihrer Dozentenliste. Auch in Deutschland hat er in den letzten Jahren gelegentlich auf Drum-Events gespielt und gelehrt (sogenannte master classes).

## Diskografie (Auszug)
Joe Porcaro hat u. a. an folgenden Alben mitgewirkt:
- Nancy Sinatra: Sugar (1967)
- Lalo Schifrin: Rock Requiem (1971)
- Johnny Cash: John R. Cash (1975)
- Bonnie Raitt: Home Plate (1975)
- Pink Floyd: The Wall (1979)
- Janne Schaffer: Earmeal (1979) – zusammen mit seinen drei Söhnen
- Tom Waits: One from the Heart (1982) – Soundtrack zum Film
- Toto: Turn Back (1981), Toto IV (1982), The Seventh One (1988), Kingdom of Desire (1992)
- David Benoit: Freedom at Midnight (1987)
- Barry Manilow: Showstoppers (1991)
- Frank Sinatra: Duets (1993)
- David Garfield and Friends: Tribute to Jeff (1997)
- James Newton Howard: Signs (2002) – Soundtrack zum Film
- Diana Krall: Christmas Songs (2005)
- Gladys Knight: Before me (2006)

Allmusic.com zeigt die Beteiligung an über 100 Alben auf, die IMDb listet auch ein paar Filme. Im Bereich des Jazz war er laut Tom Lord zwischen 1958 und 2006 an 61 Aufnahmesessions beteiligt, u. a. mit Emil Richards, Gerald Wilson, Tommy Vig, Louie Bellson, John Klemmer, Johnny Guarnieri, Roger Kellaway, Randy Crawford, Larry Carlton, Rosemary Clooney und Tom Collier.

## Publikationen
- Drum Set Method (Schlagzeug-Lehrbuch, Eigenverlag)
- Odd Times (Schlagzeug-Lehrbuch, Eigenverlag)